# Alfred Veliki
Alfred Veliki, kralj Wessexa, * okoli 847, † 26. oktober 899-901.Letnica smrti ni natančno znana zaradi več virov.
Alfred Veliki je bil kralj Zahodnih Sasov od leta 871 do okoli leta 886 in kralj Anglosasov od okoli leta 886 do 899. Bil je najmlajši sin kralja Ethelwulfa, ki je umrl, ko je bil Alfred mlad. Pred njim so po vrsti kraljevali trije Alfredovi bratje, Ethelbald, Ethelberht in Ethelred. Pod Alfredovo vladavino so bile uvedene znatne upravne in vojaške reforme, ki so povzročile trajne spremembe v Angliji.
Po vzponu na prestol se je Alfred več let boril proti invazijam Vikingov. Leta 878 je zmagal v bitki pri Edingtonu in sklenil sporazum z Vikingi, s čimer je na severu Anglije ustvaril tako imenovano Danelaw. Alfred je tudi nadzoroval spreobrnitev vikinškega voditelja Guthruma v krščanstvo. Svoje kraljestvo je branil pred poskusom osvajanja Vikingov in tako postal prevladujoči vladar v Angliji. Podrobnosti njegovega življenja so opisane v delu valižanskega učenjaka in škofa Asserja iz 9. stoletja.
Alfred je slovel kot učen in usmiljen človek milostne in umirjene narave, ki je spodbujal izobraževanje, predlagal je, da bi osnovnošolsko izobraževanje potekalo v stari angleščini in ne v latinščini, ter izboljšal pravni sistem in vojaško strukturo ter kakovost življenja svojih ljudi. V 16. stoletju je dobil vzdevek Veliki.
Afred Veliki se je po zmagi nad Danci obrnil tudi na stanje v deželi. Sprejel je več reform, ki so izboljšale vojaško stanje Wessexa, in trgovanje. Vojsko je razdelil na dva dela (tako je vedno vsaj polovica vojske branila ozemlje), postavil je niz novih utrdb, ki so povečale varnost in posledično povečal trgovanje, ter dal zgraditi večjo mornarico, ki je nadzorovala obale v primeru novih napadov.
Bil je poročen in je imel 5 ali 6 otrok, ki so prišli do visokih položajev. Najverjetneje je umrl 26. oktobra 899 (ali 901). Bil je uspešen in priljubljen vladar ter je bil razglašen za svetnika.

## Družina
Alfred je bil sin Ethelwulfa, kralja Wessexa in njegove žene Osburh. Po njegovem biografu Asserju, je ta leta 893 zapisal: »V letu Gospodovega utelešenja 849 Alfred, kralj Anglosasov, se je rodil na kraljevem posestvu, imenovanem Wantage, v okrožju, znanem kot Berkshire[a] (ki se tako imenuje po gozdu Berroc, kjer pušpani rastejo zelo obilno).« Ta datum so sprejela urednika Asserjeve biografije Simon Keynes in Michael Lapidge ter drugi zgodovinarji, kot sta David Dumville in Richard Huscroft. Vendar pa zahodnosaški rodoslovni seznami navajajo, da je bil Alfred star 23 let, ko je aprila 871 postal kralj, kar pomeni, da je bil rojen med aprilom 847 in aprilom 848. Ta datum je sprejet v biografiji Alfreda Alfreda Smytha, ki meni, da je Asserjeva biografija lažna, obtožba, ki jo drugi zgodovinarji zavračajo. Richard Abels v svoji biografiji razpravlja o obeh virih, vendar se med njima ne odloča in datira Alfredovo rojstvo kot 847/849, medtem ko Patrick Wormald v svoji biografiji datira Alfredovo rojstvo v 847/849. Članek iz Oxfordskega slovarja nacionalne biografije datira v 848/849. Berkshire je bil zgodovinsko sporen med Wessexom in Mercio, in že leta 844 je listina pokazala, da je bil del Mercie, toda Alfredovo rojstvo v okrožju je dokaz, da je do poznih 840-ih let dvajsetega stoletja bilo Alfredovo rojstvo v okrožju dokaz, da je do poznih 840-ih let nadzor prešel na Wessex.
Bil je najmlajši od šestih otrok. Njegov najstarejši brat Ethelstan je bil dovolj star, da je bil leta 839 imenovan za podkralja Kenta, skoraj 10 let pred rojstvom Alfreda. Umrl je v zgodnjih 850-ih. Alfredovi naslednji trije bratje so bili zaporedoma kralji Wessexa. Ethelbald (858-860) in Ethelberht (860-865) sta bila tudi veliko starejša od Alfreda, Ethelred (865-871) pa je bil le leto ali dve starejši. Alfredova edina znana sestra, Ethelswith, se je leta 853 poročila z Burgredom, kraljem srednjega kraljestva Mercia. Večina zgodovinarjev meni, da je bila Osburh mati vseh Ethelwulfovih otrok, nekateri pa trdijo, da so bili starejši rojeni prvi ženi, ki ni zapisana. Osburh je bila potomka vladarjev otoka Wight. Alfredov biograf Asser jo je opisal kot »najbolj religiozno žensko, plemenito po temperamentu in plemenito po rodu«. Umrla je do leta 856, ko se je Ethelwulf poročil z Judito, hčerko Karla Plešastega, kralja Zahodne Francije.
Leta 868 se je Alfred poročil z Ealhswith, hčerko mercijskega plemiča Ethelreda Mucela, ealdormana iz Gainijev, in njegove žene Eadburh, ki je bila kraljevega mercijskega rodu. Njuni otroci so bili Ethelfled, ki se je poročila z Ethelredom, gospodom Mercijskim; Edvard starejši, Alfredov naslednik kot kralj; EÆthelgif, opatinja iz Shaftesburyja; EÆlfthryth, ki se je poročila z Baldwinom, grofom Flandrijskim in Ethelweard.

## Ozadje
Alfredov dedek Ecgberht je leta 802 postal kralj Wessexa in po mnenju zgodovinarja Richarda Abelsa se je sodobnikom verjetno zdelo zelo malo verjetno, da bi ustanovil trajno dinastijo. 200 let so se tri družine borile za wesseški prestol in noben sin ni sledil očetu kot kralj. Noben Ecgberhtov prednik ni bil kralj Wessexa od Ceawlina v poznem 6. stoletju, vendar so verjeli, da je očetovski potomec Cerdica ustanovitelj wesseške rodbine. Zaradi tega je Ecgberht postal ætheling – princ, primeren za prestol. Toda po Ecgberhtovem vladanju rod iz Cerdica ni več zadostoval, da bi človek postal ætheling. Ko je Ecgberht leta 839 umrl, ga je nasledil sin Ehelwulf; vsi poznejši wesseški kralji so bili potomci Ecgberhta in Ethelwulfa in so bili tudi sinovi kraljev.
Na začetku 9. stoletja je bila Anglija skoraj v celoti pod nadzorom Anglosasov. Mercia je prevladovala v južni Angliji, vendar se je njena premoč končala leta 825, ko jo je Ecgberht odločilno premagal v bitki pri Ellendunu. Obe kraljestvi sta postali zaveznici, kar je bilo pomembno pri uporu proti napadom Vikingov. Leta 853 je kralj Burgred iz Mercije prosil Wessex za pomoč pri zatiranju valižanskega upora in Ethelwulf je vodil wesseški kontingent v uspešni skupni kampanji. Istega leta se je Burgred poročil s Ethelwulfovo hčerjo Ethelswith.
Leta 825 je Ecgberht poslal Ethelwulfa, da napade mercijsko podkraljestvo Kent, njegov podkralj Baldred je bil kmalu zatem izgnan. Do leta 830 so se Essex, Surrey in Sussex podredili Ecgberhtu, on pa je imenoval Ethelwulfa za vladanje jugovzhodnih ozemelj kot kralja Kenta. Vikingi so leta 835 opustošili otok Sheppey, naslednje leto pa so premagali Ecgberhta pri Carhamptonu v Somersetu, vendar je leta 838 zmagal nad zavezništvom Cornishmenov in Vikingov v bitki pri Hingston Downu, s čimer je Cornwall znižal na status kraljestva strank. Ko je Ethelwulf uspel, je svojega najstarejšega sina Ethelstana imenoval za podkralja Kenta. Ecgberht in Ethelwulf morda nista nameravala trajne zveze med Wessexom in Kentom, ker sta oba sinova imenovala za podkralja; listine so v Wessexu potrdili (pričevali) wesseški bogataši, kentske listine pa je pričala kentska elita; oba kralja sta obdržala popoln nadzor in podkralji niso smeli izdajati lastnih kovancev.
Napadi Vikingov so se povečali v zgodnjih 840-ih na obeh straneh Rokavskega preliva, leta 843 pa je bil Ethelwulf poražen pri Carhamptonu. Leta 850 je Ethelstan premagal dansko floto pred Sandwichom v prvi zabeleženi pomorski bitki v angleški zgodovini. Leta 851 sta Ethelwulf in njegov drugi sin Ethelbald premagala Vikinge v bitki pri Aclei in po Anglosaški kroniki »tam je naredil največji pokol poganske vojske, o kateri smo slišali pripovedovati do danes, in tam je zmagala.« Ethelwulf je umrl leta 858 in nasledil ga je njegov najstarejši preživeli sin Ethelbald kot kralj Wessexa in njegov naslednji najstarejši sin Ethelberht kot kralj Kenta. Ethelbald je svojega očeta preživel le za dve leti in Ethelberht je takrat prvič združil Wessex in Kent v enotno kraljestvo.

## Kralj v vojni

### Zgodnji boji
Aprila 871 je umrl kralj Ethelred in Alfred je stopil na prestol Wessexa in breme njegove obrambe, čeprav je Ethelred zapustil dva mladoletna sinova, Ethelhelma in Ethelwolda. To je bilo v skladu z ogovorom, ki sta ga Ethelred in Alfred sklenila v začetku istega leta na skupščini na neznanem kraju, imenovanem Swinbeorg. Brata sta se dogovorila, da bo tisti, ki bo preživel drugega, podedoval osebno lastnino, ki jo je kralj Ethelwulf v svoji oporoki skupaj zapustil svojim sinovom. Pokojnikovi sinovi bi prejeli samo tisto premoženje in bogastvo, ki jim ga je nasledil njun oče in vsa dodatna zemljišča, ki jih je pridobil njun stric. Nenavedena premisa je bila, da bo preživeli brat kralj. Glede na dansko invazijo in mladost njegovih nečakov je bil Alfredov nastop verjetno nesporen.
Medtem ko je bil zaposlen s pogrebnimi slovesnostmi za svojega brata, so Danci premagali saško vojsko v njegovi odsotnosti na neimenovanem mestu in nato spet v njegovi prisotnosti pri Wiltonu maja. Poraz pri Wiltonu je razbil vsako preostalo upanje, da bi Alfred lahko pregnal napadalce iz svojega kraljestva. Alfred je bil namesto tega prisiljen skleniti z njimi mir. Čeprav pogoji miru niso zabeleženi, je škof Asser zapisal, da so se pogani strinjali, da bodo zapustili kraljestvo in izpolnili svojo obljubo.
Vikinška vojska se je jeseni 871 umaknila iz Readinga, da bi zavzela zimske postaje v mercijskem Londonu. Čeprav ga Asser ali Anglo-Saxon Chronicle ne omenja, je Alfred verjetno plačal Vikingom gotovino za odhod, podobno kot so morali Mercijci storiti naslednje leto. V letih 871/872 so v Croydonu, Gravesendu in mostu Waterloo izkopali zaklade iz obdobja vikinške okupacije Londona. Te najdbe namigujejo na stroške, povezane s sklepanjem miru z Vikingi. V naslednjih petih letih so Danci zasedli še druge dele Anglije.
Leta 876 so se Danci pod svojimi tremi voditelji Guthrumom, Oscetelom in Anwendom izmuznili mimo saške vojske ter napadli in zasedli Wareham v Dorsetu. Alfred jih je blokiral, vendar z napadom ni mogel zavzeti Warehama. Sklenil je mir, ki je vključeval izmenjavo talcev in prisege, ki so jih Danci prisegli na "sveti prstan", povezan s čaščenjem Thora. Danci so prekršili svojo besedo in so se po tem ko so pobili vse talce, pod okriljem noči izmuznili v Exeter v Devonu.
Alfred je blokiral vikinške ladje v Devonu in ker se je zaradi neurja razkropila flota za pomoč, so se bili Danci prisiljeni podrediti. Danci so se umaknili v Mercijo. Januarja 878 so Danci nenadoma napadli Chippenham, kraljevo trdnjavo, v kateri je Alfred bival čez božič »in večino ljudi pobili, razen kralja Alfreda, on pa se je z majhno skupino prebil po gozdu in močvirju, po veliki noči pa je zgradil utrdbo v Athelneyju v močvirju Somerseta in se iz te utrdbe še naprej boril proti sovražniku.« Iz svoje utrdbe v Athelneyju, otoku v močvirju blizu Severnega Pethertona, je Alfred lahko organiziral odporniško akcijo in zbral lokalne milice iz Somerseta, Wiltshira in Hampshira. Leta 878 je bil najnižji del zgodovine anglosaških kraljestev. Ker so vsa druga kraljestva padla pod Vikinge, se je Wessex upiral sam.{sfn|Savage|1988|p=101}}

### Protinapad in zmaga
V sedmem tednu po veliki noči (4–10. maja 878) je Alfred okoli Whitsuntide odjahal do Egbertovega kamna vzhodno od Selwooda, kjer so ga pričakali »vsi ljudje iz Somerseta in Wiltshira ter tistega dela Hampshira, ki je na tej strani morja (to je zahodno od vode Southampton), in so se veselili, ko so ga videli«. 
Alfred je odločilno zmagal v naslednji bitki pri Edingtonu, ki se je morda zgodila blizu Westburyja v Wiltshireu. Nato je zasledoval Dance do njihove trdnjave v Chippenhamu in jih izstradal, da so se podredili. Eden od pogojev predaje je bil, da se Guthrum spreobrne v krščanstvo. Tri tedne pozneje so se danski kralj in 29 njegovih poglavarjev krstili na Alfredovem dvoru v Allerju blizu Athelneyja, pri čemer je Alfred prejel Guthruma kot svojega duhovnega sina.
V Wedmoru sta se Alfred in Guthrum pogajala o tem, kar so nekateri zgodovinarji poimenovali Wedmorska pogodba, vendar je bila formalna pogodba podpisana nekaj let po prenehanju sovražnosti. V skladu s tako imenovano Wedmorsko pogodbo je moral spreobrnjen Guthrum zapustiti Wessex in se vrniti v Vzhodno Anglijo. Posledično je leta 879 vikinška vojska zapustila Chippenham in se prebila v Cirencester. O uradni pogodbi Alfreda in Guthruma, ohranjeni v stari angleščini na kolidžu Corpus Christi v Cambridgeu (rokopis 383) in v latinski kompilaciji, znani kot Quadripartitus, so se pogajali pozneje, morda leta 879 ali 880, ko je bil odstavljen kralj Mercia Ceolwulf II. 
Ta pogodba je razdelila kraljestvo Mercia. Po njenih določilih naj bi meja med Alfredovim in Guthrumovim kraljestvom potekala navzgor po reki Temzi do reke Lee, ji sledila do njenega izvira (blizu Lutona), od tam se je raztezala v ravni črti do Bedforda in od Bedforda sledila reki Great Ouse na Watling Street.
Alfred je nasledil Ceolwulfovo kraljestvo, sestavljeno iz zahodne Mercije, Guthrum pa je vzhodni del Mercije vključil v razširjeno kraljestvo Vzhodne Anglije (odslej znano kot Danelaw). Poleg tega naj bi Alfred v skladu s pogodbo imel nadzor nad Londonom in njegovimi kovnicami – vsaj zaenkrat. Leta 825 je Anglo-Saxon Chronicle zapisala, da so se prebivalci Essexa, Sussexa, Kenta in Surreya predali Egbertu, Alfredovemu dedku. Od takrat do prihoda Velike poganske vojske je bil Essex del Wessexa. Po ustanovitvi Danelawa se zdi, da bi del Essexa odstopil Dancem, a koliko, ni jasno.

### 880-ta
S podpisom pogodbe Alfreda in Guthruma, dogodka, za katerega se najpogosteje meni, da se je zgodil okoli leta 880, ko so Guthrumovi ljudje začeli naseljevati Vzhodno Anglijo, je bil Guthrum nevtraliziran kot grožnja. Vikinška vojska, ki je ostala v Fulhamu pozimi 878–879, je odplula proti Gentu in je bila aktivna na celini od 879 do 892.
V 880-ih letih so se dogajali lokalni napadi na obalo Wessexa. Leta 882 se je Alfred boril v majhni morski bitki proti štirim danskim ladjam. Dve od ladij sta bili uničeni, druge pa so se predale. To je bila ena od štirih morskih bitk, zapisanih v Anglo-Saxon Chronicle, od katerih je v treh sodeloval Alfred. Podobni majhni spopadi z neodvisnimi vikinškimi napadalci bi se dogajali večji del obdobja kot desetletja.
Leta 883 je papež Marin saško četrt v Rimu oprostil obdavčitve, verjetno v zameno za Alfredovo obljubo, da bo vsako leto pošiljal miloščino v Rim, kar je morda izvor srednjeveškega davka, imenovanega Petrov peni. Papež je Alfredu poslal darila, vključno s tistim, ki je veljal za del Pravega križa.
Leta 886 je Alfred ponovno zasedel mesto London in se odločil, da bi ga ponovno naredil bivalnega. Mesto je zaupal v varstvo svojemu zetu Ethelredu, grofu Mercije. Obnova Londona je napredovala v drugi polovici 880-ih in naj bi se vrtela okoli novega načrta ulic, dodane utrdbe poleg obstoječega rimskega obzidja in nekateri menijo, da gradnja ustreznih utrdb na južnem bregu reke Temze.
To je tudi obdobje, v katerem se skoraj vsi kronisti strinjajo, da so se Saški ljudje iz Anglije pred združitvijo podredili Alfredu. Leta 888 je umrl tudi Ethelred, canterburyjski nadškof. Leto pozneje je Guthrum ali Athelstan s svojim krstnim imenom, Alfredov nekdanji sovražnik in kralj vzhodne Anglije, umrl in bil pokopan v Hadleighu v Suffolku. Guthrumova smrt je Alfredu spremenila politično pokrajino. Nastali vakuum moči je vznemiril druge oblasti lačne vojskovodje, ki so si v naslednjih letih želeli prevzeti njegovo mesto. Mirna leta Alfredovega življenja so se bližala koncu.

## Vojaška reorganizacija
Germanska plemena, ki so napadla Britanijo v 5. in 6. stoletju, so se zanašala na neoklepljeno pehoto, ki jo je oskrbovala njihova plemenska dajatev ali fyrd, in prav od tega sistema je bila odvisna vojaška moč več kraljestev zgodnje anglosaške Anglije. Fyrd je bila lokalna milica v anglosaškem okrožju, v kateri so morali služiti vsi svobodnjaki; tisti, ki so zavrnili služenje vojaškega roka, so bili kaznovani z denarno kaznijo ali izgubo zemlje. V skladu z zakonikom kralja Ine iz Wessexa, izdanim približno leta 694,
Če plemič, ki ima zemljo, zanemarja vojaško službo, plača 120 šilingov in izgubi svojo zemljo; plemič, ki nima zemlje, plača 60 šilingov; meščanin plača globo 30 šilingov za opustitev služenja vojaškega roka— Attenborough 1922, str. ;52–53
Zgodovina neuspehov Wessexa pred Alfredovim uspehom leta 878 je poudarila, da je tradicionalni bojni sistem, ki ga je podedoval, igral Dancem v prid. Alfred je zato določil, da bo njihova taktika izvedba majhnih napadov iz varne baze, kamor bi se lahko umaknili, če bi naleteli na močan odpor.
Baze so bile pripravljena vnaprej, pogosto tako, da so zavzeli posestvo in povečali njegovo obrambo z jarki, obzidji in palisadami. 
Sredstva, s katerimi so Anglosasi zbrali sile za obrambo pred roparji, so jih prav tako naredila ranljive za Vikinge. Za spopadanje z lokalnimi napadi je bil odgovoren shire fyrd, kar je kralju onemogočalo hitro reagiranje.
S temi lekcijami je Alfred izkoristil razmeroma mirna leta po zmagi pri Edingtonu z ambicioznim prestrukturiranjem saške obrambe. Na potovanju v Rim je Alfred ostal s Karlom Plešastim in verjetno je preučeval, kako so se karolinški kralji spopadali z vikinškimi napadalci. Na podlagi njihovih izkušenj mu je uspelo vzpostaviti sistem obdavčitve in obrambe za Wessex. V predvikinški Merciji je obstajal sistem utrdb, ki je morda vplival. Ko so se vikinški napadi leta 892 nadaljevali, je bil Alfred bolje pripravljen na soočenje z njimi s stalno, mobilno terensko vojsko, mrežo garnizonov in majhno floto ladij, ki so plule po rekah in ustjih.

## Uprava in obdavčitev
Najemniki v anglosaški Angliji so imeli trojne obveznosti glede na posest: tako imenovana "skupna bremena" vojaške službe, dela v trdnjavi in popravila mostov. Ta trojna obveznost se tradicionalno imenuje trinoda necessitas.[78] Staroangleško ime za denarno kazen zaradi zanemarjanja vojaške službe je bilo fierdwite. Da bi ohranil burhe (burh = trdnjava) in reorganiziral fyrd kot stalno vojsko, je Alfred razširil davčni in naborniški sistem, ki je temeljil na produktivnosti najemnikove posesti. Koža je bila osnovna enota sistema, na kateri so se ocenjevale javne obveznosti najemnika. Menijo, da koža predstavlja količino zemlje, ki je potrebna za preživljanje ene družine. Koža se je razlikovala po velikosti glede na vrednost in vire zemlje in lastnik zemljišča bi moral zagotavljati storitve glede na to, koliko kož ima v lasti.

## Sistem utrdb (burh)
Temelj Alfredovega novega vojaškega obrambnega sistema je bila mreža burhov, razporejenih na taktičnih točkah po vsem kraljestvu. Bilo jih je triintrideset, približno 30 kilometrov narazen, kar je vojski omogočalo, da se sooči z napadi kjer koli v kraljestvu v enem dnevu.
Alfredovi gradovi (od tega se jih je 22 razvilo v okrožja) so segali od nekdanjih rimskih mest, kot je Winchester, kjer so popravili kamnite zidove in dodali jarke, do masivnih zemeljskih zidov, obdanih s širokimi jarki, verjetno okrepljenimi z lesenimi oblogami in palisadami, kot je npr. Burpham v Zahodnem Sussexu. Velikost gradov je bila od majhnih postojank, kot je Pilton v Devonu, do velikih utrdb v uveljavljenih mestih, največja je bila v Winchestru.
Dokument, ki je zdaj znan kot Burghal Hidage, ponuja vpogled v to, kako je sistem deloval. Navaja skrivališča za vsako od utrjenih mest, ki jih vsebuje dokument. Gradovi so bili povezani s cestnim sistemom, ki je bil vzdrževan za uporabo v vojski. Ceste so omogočile hitro zbrati vojsko, včasih iz več kot enega mesta, da bi se soočila z Vikingi. Cestno omrežje je predstavljalo velike ovire vikinškim osvajalcem, zlasti tistim, obremenjenim s plenom. Vikingi niso imeli opreme za obleganje burha in razvite doktrine obleganja. Alfredov meščanski sistem je bil revolucionaren v svoji strateški zasnovi in potencialno drag v svoji izvedbi. Njegov sodobni biograf Asser je zapisal, da so številni plemiči nasprotovali zahtevam, ki so jim bile postavljene, čeprav so bile za "skupne potrebe kraljestva".

## Pravna reforma
V poznih 880-ih ali zgodnjih 890-ih je Alfred izdal dolg domboc ali zakonik, sestavljen iz njegovih lastnih zakonov, ki mu je sledil kodeks, ki ga je izdal njegov predhodnik iz poznega 7. stoletja, kralj Ine iz Wessexa. Ti zakoni so skupaj razporejeni v 120 poglavij. V svojem uvodu Alfred pojasnjuje, da je zbral zakone, ki jih je našel v številnih »sinodnih knjigah« in »ukazal, da se zapišejo mnoge tiste, ki so jih upoštevali naši predniki – tiste, ki so mi ugajali; in veliko tistih, ki mi niso ugajali, sem po nasvetu svojih svetnikov zavrnil in zapovedal, naj jih upoštevajo drugače.«
Alfred je posebej izpostavil zakone, ki jih je »našel v časih Ine, moje sorodnice, ali Offa, kralja Mercijanov, ali kralja Æthelberhta iz Kenta, ki je prvi med Angleži prejel krst«. On jih je dodal namesto vključil v svoj zakonik in čeprav je, tako kot Ethelbert, vključil lestvico plačil za odškodnino za poškodbe različnih delov telesa, obe tarifi za poškodbe nista usklajeni. Ni znano, da bi Offa izdal zakonik, zaradi česar je zgodovinar Patrick Wormald domneval, da je imel Alfred v mislih zakonito kapitulacijo iz leta 786, ki sta jo Offi predstavila dva papeška legata.
Približno petino zakonika zavzema Alfredov uvod, ki vključuje prevode desetih zapovedi v angleščino, nekaj poglavij iz knjige Exodus in apostolsko pismo iz Apostolskih del (15:23–29). Uvod je najbolje razumeti kot Alfredovo meditacijo o pomenu krščanskega prava. Sledi kontinuiteto med Božjim darom zakona Mojzesu do Alfredovega lastnega izdajanja zakona zahodnosaškemu ljudstvu. S tem je povezoval sveto preteklost z zgodovinsko sedanjostjo in predstavljal Alfredovo zakonodajo kot vrsto božje zakonodaje.
Podobno je Alfred svoj zakonik razdelil na 120 poglavij, ker je bila 120 starost, pri kateri je Mojzes umrl, v številski simboliki zgodnjesrednjeveških bibličnih eksegetov pa je 120 pomenilo zakon. Povezava med Mojzesovo postavo in Alfredovim zakonikom je apostolsko pismo, ki pojasnjuje, da Kristus »ni prišel razbiti ali razveljaviti zapovedi, ampak jih izpolniti; in učil je usmiljenje in krotkost« (Intro, 49.1). Usmiljenje, ki ga je Kristus vlil v Mojzesovo postavo, temelji na tarifah za škodo, ki so tako pomembne v kodeksih barbarskih zakonov, odkar so krščanske sinode »po tem usmiljenju, ki ga je učil Kristus, določile, da lahko posvetni gospodje za skoraj vsako zlodelo ob prvem prestopku z njihovim dovoljenjem prejmejo brez pregrešijo denarno odškodnino, ki so jo nato določili.«
Edini zločin, ki ga ni bilo mogoče nadomestiti s plačilom denarja, je bila izdaja gospoda, »saj Vsemogočni Bog ni obsodil nobenega za tiste, ki so ga prezirali, niti Kristus, Božji Sin, ni obsodil nobenega za tistega, ki ga je izdal na smrt; in vsem je zapovedal, naj ljubijo svojega gospoda kot njega samega.« Alfredova preobrazba Kristusove zapovedi, iz »Ljubi svojega bližnjega kakor samega sebe« (Mt 22,39–40), da ljubi svojega posvetnega gospoda, kot bi ljubil samega Gospoda Kristusa, poudarja pomen, ki ga je Alfred pripisoval gospostvu, ki ga je razumel kot sveta vez, ki jo je vzpostavil Bog za upravljanje človeka.
Ko se od dombocevega uvoda obrnemo k samim zakonitostim, je težko odkriti kakšno logično ureditev. Vtis je mešanje raznih zakonov. Zakonik, kot se je ohranil, je posebej neprimeren za uporabo v tožbah. Pravzaprav je več Alfredovih zakonov v nasprotju z Inejevimi zakoni, ki so sestavni del kodeksa. Razlaga Patricka Wormalda je, da Alfredovega zakonika ne bi smeli razumeti kot pravni priročnik, temveč kot ideološki manifest kraljevanja, »ki je zasnovan bolj za simbolni učinek kot za praktično vodenje«. V praksi je bil najpomembnejši zakon v zakoniku morda prvi: »Zapovedujemo, kar je najbolj potrebno, da vsak človek skrbno drži svojo prisego in svojo obljubo«, kar izraža temeljno načelo anglosaškega prava.
Alfred je veliko pozornosti in razmišljanja posvetil sodnim zadevam. Asser poudarja skrb za sodno pravičnost. Alfred je po besedah Asserja vztrajal pri pregledu spornih sodb, ki so jih izdali njegovi grofi in reevesi, in »pazljivo preučil skoraj vse sodbe, ki so bile [izdane] v njegovi odsotnosti kjer koli na kraljestvu, da bi ugotovil, ali so bile pravične ali nepravične«. Listina iz časa vladavine njegovega sina Edwarda starejšega prikazuje Alfreda, ki je med umivanjem rok v svoji sobi slišal en tak poziv.
Asser predstavlja Alfreda kot salomonskega sodnika, ki je skrben v lastnih sodnih preiskavah in kritičen do kraljevih uradnikov, ki so izrekli nepravične ali nespametne sodbe. Čeprav Asser nikoli ne omenja Alfredovega zakonika, pravi, da je Alfred vztrajal, da so njegovi sodniki pismeni, da bi se lahko uporabili »v iskanju modrosti«. Neupoštevanje tega kraljevega ukaza je bilo kaznovano z izgubo službe.
Anglosaška kronika, naročena v času Alfreda, je bila verjetno napisana za spodbujanje združitve Anglije, medtem ko je Asserjeva Življenje kralja Alfreda spodbujala Alfredove dosežke in osebne lastnosti. Možno je, da je bil dokument zasnovan tako, da bi ga lahko razširili v Walesu, ker je Alfred pridobil nadzor nad to državo.

## Izobraževanje in kultura

### Učinek danskih napadov na izobraževanje
Danski napadi so imeli uničujoč učinek na učenje v Angliji. Alfred je v predgovoru svojega prevoda Gregorjeve Pastoralne oskrbe obžaloval, da je »učenje v Angliji tako močno upadlo, da je bilo na tej strani reke Humber zelo malo moških, ki bi lahko razumeli njihove božanske službe v angleščini ali celo prevedli eno samo črko iz latinščine v angleščina: in predvidevam, da jih tudi onkraj Humberja ni bilo veliko.« Alfred je za dramatičen učinek nedvomno pretiraval s prepadnim stanjem učenja v Angliji v mladosti. Da učenje latinščine ni bilo izbrisano, dokazuje prisotnost na njegovem dvoru učenih mercijskih in wesseških duhovnikov, kot so Plegmund, Wæferth in Wulfsige.
Proizvodnja rokopisov je v Angliji naglo upadla okoli 860-ih let, ko so se začele resne invazije Vikingov, in so jo ponovno oživili šele proti koncu stoletja. Številni anglosaški rokopisi so zgoreli skupaj s cerkvami, v katerih so bili shranjeni. Slavnostna diploma iz Christ Churcha v Canterburyju iz leta 873 je tako slabo sestavljena in napisana, da je zgodovinar Nicholas Brooks navedel pisarja, ki je bil bodisi tako slep, da ni mogel brati, kar je napisal, ali ki je znal malo ali nič latinščine. »Jasno je«, zaključuje Brooks, »da metropolitanska cerkev [Canterburyjska] gotovo ni bila sposobna zagotoviti nobenega učinkovitega usposabljanja v svetih spisih ali krščanskem bogoslužju.«

### Ustanovitev dvorne šole
Alfred je ustanovil dvorno šolo za vzgojo lastnih otrok, plemiških in »veliko nižjega rodu«. Tam so študirali knjige v angleščini in latinščini in se »v tolikšni meri posvetili pisanju ... videli so, da so predani in inteligentni študenti svobodnih umetnosti«. Zaposloval je učenjake s celine in iz Britanije, da bi pomagali pri oživljanju krščanskega učenja v Wessexu in kralju zagotovili osebna navodila. Grimbald in Janez Saški sta prišla iz Francije; Plegmund (ki ga je Alfred leta 890 imenoval za nadškofa v Canterburyju), škof Wærferth iz Worcestra, Ethelstan, in kraljevi kaplani Werwulf iz Mercije; in Asser iz St David's v jugozahodnem Walesu.

### Zagovarjanje izobraževanja v angleščini
Zdi se, da so Alfredove izobraževalne ambicije presegle ustanovitev dvorne šole. Ker je verjel, da brez krščanske modrosti ne more biti ne blaginje ne uspeha v vojni, je Alfred želel »učiti (dokler niso uporabni za kakšno drugo zaposlitev) vse svobodno rojene mladeniče, ki so zdaj v Angliji, ki imajo sredstva za to.« Zavedajoč se propada latinske pismenosti v njegovem kraljestvu, je Alfred predlagal, da bi osnovnošolsko izobraževanje poučevali v angleščini, pri čemer bi tisti, ki bi želeli napredovati v sveti red, nadaljevali študij v latinščini.
Malo je bilo "knjig modrosti", napisanih v angleščini. Alfred je to skušal popraviti z ambicioznim programom, osredotočenim na dvor, s prevajanjem knjig v angleščino, za katere je menil, da so »najbolj potrebne, da jih vsi ljudje poznajo«. Ni znano, kdaj je Alfred sprožil ta program, vendar je to morda bilo v 880-ih, ko je Wessex užival predah pred napadi Vikingov. Alfred je do nedavnega pogosto veljal za avtorja številnih prevodov, zdaj pa je to v skoraj vseh primerih dvomljivo. Znanstveniki pogosteje označujejo prevode kot "alfredijanske", kar kaže, da so verjetno imeli nekaj opraviti z njegovim pokroviteljstvom, vendar verjetno ne bodo njegovo delo.
Poleg izgubljene Handboc ali Encheiridio, za katero se zdi, da je bila običajna knjiga, ki jo je vodil kralj, je bilo najzgodnejše delo, ki so ga prevedli, Dialogi Gregorja Velikega, knjiga, zelo priljubljena v srednjem veku. Prevod je po Alfredovem ukazu opravil Werferth, škof Worcestra, pri čemer je kralj samo opremil predgovor. Zanimivo je, da je Alfred – nedvomno z nasveti in pomočjo svojih dvornih učenjakov – sam prevedel štiri dela: Pastoralna oskrba Gregorja Velikega, Boetijevo O utehi filozofije, sv. Avguština Soliloquies in prvih petdeset psalmov Psalteirja.
Temu seznamu bi lahko dodali prevod v Alfredovem zakoniku odlomkov iz Vulgate, knjige o Exodusu. Stare angleške različice Orozijeve Sedem knjig zgodb proti poganom (Historiarum adversus paganos libri septem) in Bedejeve Cerkvene zgodovine angleškega ljudstva učenjaki ne sprejemajo več kot Alfredove lastne prevode zaradi leksikalnih in slogovnih razlik. Kljub temu ostaja soglasje, da so bili del Alfredovega prevajalskega programa. Simon Keynes in Michael Lapidge to predlagata tudi za Baldovo Leechbook in anonimneža Staroangleška martirologija.
V predgovoru Alfredovega prevoda Pastoralne oskrbe papeža Gregorja Velikega je razloženo, zakaj je menil, da je treba tovrstna dela prevesti iz latinščine v angleščino. Čeprav je svojo metodo opisal kot prevajanje »včasih beseda za besedo, včasih smisel za smisel«, je prevod zelo blizu izvirniku, čeprav je z izbiro jezika zabrisal celotno razliko med duhovno in posvetno oblastjo. Alfred je želel uporabiti prevod in ga je razposlal vsem svojim škofom. Zanimanje za Alfredov prevod Pastoralne oskrbe je bilo tako dolgotrajno, da so kopije nastajale še v 11. stoletju.
Boetijeva  O utehi filozofije  je bila najbolj priljubljen filozofski priročnik srednjega veka. Za razliko od prevoda Pastoralne oskrbe se alfredovsko besedilo zelo svobodno ukvarja z izvirnikom in čeprav je pokojni dr. G. Schepss pokazal, da veliko dodatkov k besedilu ne gre zaslediti pri samem prevajalcu, ampak v glosah in komentarjih, ki jih je uporabil, je v delu še vedno veliko, kar je značilno za prevod in je bilo sprejeto kot odraz filozofije kraljevanja v Alfredovem okolju. V Boetiju se pojavlja pogosto citirani stavek: »Na kratko: želel sem živeti dostojno, dokler sem živel, in po svojem življenju pustiti tistim, ki naj pridejo za njimi, svoj spomin v dobrih delih.« Knjiga je prišla do nas samo v dveh rokopisih. V enem od teh je pisanje prozno, v drugem kombinacija proze in aliteracijskih verzov. the writing is prose, in the other Slednji rokopis je bil v 18. in 19. stoletju močno poškodovan.
Zadnje od Alfredovih del je tisto, ki nosi ime Blostman ("Blooms") ali Antologija. Prva polovica temelji predvsem na Soliloquies svetega Avguština iz Hipona, preostanek je črpano iz različnih virov. Tradicionalno velja, da material vsebuje veliko Alfredovega lastnega in zelo značilnega zanj. Zadnje besede je mogoče citirati; tvorijo primeren epitaf za najplemenitejše angleške kralje. »Zato se mi zdi zelo neumen človek in resnično nesrečen, ki ne bo povečal svojega razumevanja, medtem ko je na svetu, in si bo vedno želel in hrepeneli doseči tisto neskončno življenje, kjer bo vse jasno.«  Alfred nastopa kot lik v pesmi Sova in slavček (The Owl and the Nightingale) iz 12. ali 13. stoletja, kjer je pohvaljena njegova modrost in spretnost pri pregovorih. Alfredovi pregovori (The Proverbs of Alfred), delo iz 13. stoletja, vsebujejo izreke, za katere ni verjetno, da izvirajo od Alfreda, vendar pričajo o njegovem posmrtnem srednjeveškem slovesu modrosti.
Alfredov dragulj, odkrit v Somersetu leta 1693, je že dolgo povezan s kraljem Alfredom zaradi njegovega staroangleškega napisa AELFRED MEC HEHT GEWYRCAN ('Alfred je naročil, da me izdelajo'). Dragulj je dolg približno 6,4 centimetra, narejen je iz filigranskega zlata, pod katerim je obdan visoko brušen kos kremenčevega kristala, pod katerim je nameščena emajlirana plošča z emajlirano podobo moškega, ki drži floričasta žezla, morda ki pooseblja Vid ali Božjo modrost.
Nekoč je bil pritrjen s tanko palico v votli vtičnici na dnu dragulja. Dragulj zagotovo izvira iz Alfredovega vladanja. Čeprav je njegova funkcija neznana, se pogosto domneva, da je bil dragulj eden od æstel – kazalnikov za branje –, ki jih je Alfred naročil, da jih pošljejo vsaki škofiji priloženo z izvodom njegovega prevoda Pastoralne oskrbe. Vsak æstel je bil vreden knežje vsote 50 mancusov, kar se dobro ujema s kakovostno izdelavo in dragimi materiali Alfredovega dragulja.
Zgodovinar Richard Abels vidi Alfredove izobraževalne in vojaške reforme kot komplementarne. Obnova vere in učenja v Wessexu, trdi Abels, je bila po Alfredovem umu enako pomembna za obrambo njegovega kraljestva kot gradnja gradov. Kot je Alfred opazil v predgovoru svojega angleškega prevoda Pastoralne oskrbe Gregorja Velikega, lahko kralji, ki ne izpolnjujejo svoje božanske dolžnosti spodbujanja učenja, pričakujejo, da bodo njihove ljudstva doletele zemeljske kazni Iskanje modrosti je, je zagotovil svojim bralcem Boecija, najzanesljivejša pot do moči: »Preučite modrost torej in, ko se je naučite, je ne obsojajte, saj vam povem, da z njeno pomočjo lahko brez napake doseči moč, ja, čeprav si je ne želijo.«
Asser je prikazal wesseški odpor Vikingom in kronist kot krščansko sveto vojno,kar je bilo več kot zgolj retorika ali propaganda. Odražala je Alfredovo lastno vero v doktrino božanskih nagrad in kazni, ki je zakoreninjena v viziji hierarhične krščanske svetovne ureditve, v kateri je Bog Gospod, ki so mu kralji dolžni poslušnost in prek katerega pridobivajo svojo oblast nad svojimi privrženci. Potreba po prepričevanju svojih plemičev, da se lotijo dela za 'skupno dobro', je vodila Alfreda in njegove dvorne učenjake, da so okrepili in poglobili koncept krščanskega kraljestva, ki ga je podedoval z nadgradnjo zapuščine prejšnjih kraljev, vključno z Offom, klerikalnih piscev, vključno z Bedejem, in Alkuinom ter različni udeleženci karolinške renesanse. To ni bila cinična uporaba religije za manipuliranje svojih podložnikov v poslušnost, ampak bistven element v Alfredovem svetovnem nazoru. Verjel je, tako kot drugi kralji v Angliji in Franciji iz 9. stoletja, da mu je Bog zaupal duhovno in tudi fizično blaginjo svojega ljudstva. Če je krščanska vera v njegovem kraljestvu propadla, če je bila duhovščina preveč nevedna, da bi razumela latinske besede, ki so jih uporabljali v svojih službah in liturgijah, če bi starodavni samostani in kolegijske cerkve ležali zapuščeni zaradi brezbrižnosti, je bil on odgovoren pred Bogom, kot Josiah je bil. Alfredova končna odgovornost je bila pastorala za svoje ljudstvo.

## Videz in značaj
Asser je o Alfredu pisal v svojem Življenje kralja Alfreda,
 Zdaj so ga oče in mati – pravzaprav vsi – zelo ljubili, bolj kot vsi bratje, z univerzalno in globoko ljubeznijo, in vedno je bil vzgojen na kraljevem dvoru in nikjer drugje ... [On] videti je bil lepšega videza kot drugi bratje in bolj prijeten v načinu, govoru in vedenju ... [in] kljub vsem zahtevam sedanjega življenja je bila to želja po modrosti, bolj kot karkoli drugega, skupaj s plemenitostjo njegovega rojstva, ki so zaznamovali naravo njegovega plemenitega uma. — Keynes & Lapidge 1983, str. ;74–75
Asser piše tudi, da se je Alfred naučil brati šele pri 12 letih ali pozneje, kar opisujejo kot "sramotno malomarnost" njegovih staršev in učiteljev. Alfred je bil odličen poslušalec in je imel neverjeten spomin ter je zelo dobro obdržal poezijo in psalme. Asser pripoveduje zgodbo o tem, kako je njegova mati njemu in njegovim bratom dala knjigo saške poezije in rekla; »To knjigo bom dala tistemu od vas, ki se jo bo najhitreje naučil.« Po vznemirjenem vprašanju: »Ali boš res dal to knjigo tistemu od nas, ki jo bo čim prej razumel in ti jo recitiral?« Alfred jo je nato odnesel svojemu učitelju, se jo naučil in recitiral nazaj svoji materi.
Alfred naj bi naokrog nosil majhno knjigo, verjetno srednjeveško različico majhnega žepnega zvezka, ki je vseboval psalme in številne molitve, ki jih je pogosto zbiral. Asser piše: »te je zbral v eni sami knjigi, kot se je sam prepričal; med vsemi zadevami sedanjega življenja jih je povsod vzel s seboj zaradi molitve in bil od nje neločljiv.« Izvrsten lovec v vseh panogah športa, Alfreda se spominja kot navdušenega lovca, s katerim se nihče ne more primerjati s svojimi spretnostmi.
Čeprav je bil najmlajši od bratov, je bil verjetno najbolj odprt. Bil je prvi zagovornik izobraževanja. Njegova želja po učenju je lahko izvirala iz njegove zgodnje ljubezni do angleške poezije in nezmožnosti, da bi jo prebral ali fizično zabeležil do pozneje v življenju. Asser piše, da Alfred »ni mogel zadovoljiti svojega hrepenenja po tistem, kar si je najbolj želel, namreč po svobodnih umetnostih, saj, kot je rekel, takrat v celotnem kraljestvu Wessexa ni bilo dobrih učenjakov«. 

## Smrt in pokop
Alfred je umrl 26. oktobra 899 v starosti 50 ali 51 let. Kako je umrl, ni znano, vse življenje pa je trpel zaradi boleče in neprijetne bolezni. Njegov biograf Asser je podrobno opisal Alfredove simptome, kar je sodobnim zdravnikom omogočilo, da postavijo možno diagnozo. Domneva se, da je imel Crohnovo bolezen ali hemoroide.  Zdi se, da je njegov vnuk kralj Eadred zbolel za podobno boleznijo.
Alfred je bil začasno pokopan v Old Minster v Winchestru z ženo Ealhswith in pozneje s sinom Edwardom starejšim. Pred smrtjo je ukazal gradnjo New Minstra v upanju, da bo postal mavzolej zanj in njegovo družino. Štiri leta po njegovi smrti so bila trupla Alfreda in njegove družine izkopana in prestavljena na novo počivališče v New Minster in tam ostala 211 let. Ko se je Viljem Osvajalec po normanski osvojitvi leta 1066 povzpel na angleški prestol, so bile številne anglosaške opatije porušene in zamenjane z normanskimi stolnicami. Ena od teh nesrečnih opatij je bila prav New Minster, kjer je bil pokopan Alfred. Pred rušenjem so menihi v New Minstru izkopali trupla Alfreda in njegove družine, da bi jih varno prenesli na novo lokacijo. Menihi so se leta 1110 preselili v Hyde malo severno od mesta skupaj z Alfredovim truplom ter trupli njegove žene in otrok, ki so bili pokopani pred glavnim oltarjem.
Leta 1536 so prebivalci Anglije vandalizirali številne rimskokatoliške cerkve, ki jih je spodbudilo razočaranje nad cerkvijo med razpustitvijo samostanov. Ena takih katoliških cerkva je bilo mesto Alfredovega pokopa, opatija Hyde. Spet je bilo Alfredovo počivališče že tretjič moteno. Opatija Hyde je bila razpuščena leta 1538 v času vladavine Henrika VIII., mesto cerkve je bilo porušeno in obravnavano kot kamnolom, saj so bili kamni, ki so sestavljali opatijo, nato ponovno uporabljeni v lokalni arhitekturi. Kamniti grobovi z Alfredom in njegovo družino so ostali pod zemljo, zemlja pa se je vrnila kmetovanju. Ti grobovi so ostali nedotaknjeni do leta 1788, ko je mesto pridobila grofija za gradnjo mestne ječe.
Pred začetkom gradnje so poslali obsojence, ki bi jih kasneje zaprli na gradbišču, da so pripravili tla in jih pripravili za gradnjo. Med kopanjem temeljnih jarkov so obsojenci odkrili krste Alfreda in njegove družine. Obsojenci so razbili kamnite krste na koščke, svinec, s katerim so bile obložene krste, so prodali za dve gvineji, kosti pa so bile raztresene po okolici.
Zapor je bil porušen med letoma 1846 in 1850. Nadaljnja izkopavanja v letih 1866 in 1897 niso bila dokončna. Leta 1866 je amaterski starinar John Mellor trdil, da je na mestu našel številne kosti, za katere je rekel, da so Alfredove. Te so prišle v last vikarja bližnje cerkve sv. Bartolomeja, ki jih je pokopal v neoznačen grob na cerkvenem pokopališču.
Izkopavanja, ki jih je leta 1999 izvedla služba Winchester Museums na lokaciji Hyde Abbey, so odkrila drugo jamo, izkopano pred mestom, kjer je bil visoki oltar, za katerega je bilo ugotovljeno, da verjetno izvira iz Mellorjevega izkopavanja leta 1866. Arheološka izkopavanja leta 1999 so odkrila temelje zgradb opatije in nekaj kosti, za katere se je takrat domnevalo, da so Alfredove; izkazalo se je, da pripadajo starejši ženski. Marca 2013 je škofija Winchester izkopala kosti iz neoznačenega groba pri Svetem Bartolomeju in jih shranila v varno skladišče. Škofija ni trdila, da so to kosti Alfreda, ampak jih je nameravala zavarovati za kasnejšo analizo in za pozornost ljudi, katerih zanimanje je morda vzbudila nedavna identifikacija posmrtnih ostankov kralja Riharda III. Kosti so bile datirane z radiokarbonom, vendar so rezultati pokazali, da so iz 1300-ih in zato ne Alfredove. Januarja 2014 je bil delček medenice, ki je bil odkrit pri izkopavanju najdišča Hyde leta 1999 in je nato ležal v skladišču muzeja Winchester, radiokarbonsko datiran v pravilno obdobje. Domnevajo se, da ta kost morda pripada Alfredu ali njegovemu sinu Edwardu, vendar to ostaja nedokazano.

## Zapuščina
Nekatere krščanske tradicije Alfreda častijo kot svetnika. Čeprav ga je Henrik VI. Angleški leta 1441 neuspešno poskušal kanonizirati za svetnika, so ga častili v katoliški cerkvi; vendar ga trenutni "Rimski martirologij" ne omenja. Anglikansko obhajilo ga časti kot krščanskega heroja, z Lesser festivalom 26. oktobra in pogosto ga lahko najdemo upodobljenega v vitražih v župnijskih angleških cerkvah.
Alfred je naročil škofu Asserju, da napiše njegovo biografijo, ki je neizogibno poudarjala Alfredove pozitivne vidike. Poznejši srednjeveški zgodovinarji, kot je Geoffrey iz Monmoutha, so tudi okrepili Alfredovo ugodno podobo. V času reformacije je bil Alfred viden kot pobožen krščanski vladar, ki je spodbujal uporabo angleščine in ne latinščine, zato so bili prevodi, ki jih je naročil, neomadeževani zaradi poznejših rimskokatoliških vplivov Normanov. Posledično so bili pisci 16. stoletja tisti, ki so Alfredu dali vzdevek "veliki", ne pa kdorkoli od Alfredovih sodobnikov. Vzdevek so obdržale naslednje generacije, ki so občudovale Alfredovo domoljubje, uspeh proti barbarstvu, spodbujanje izobraževanja in vzpostavitev pravne države.
V Alfredovo čast so poimenovane številne izobraževalne ustanove:
- Univerza v Winchestru, ustanovljena iz nekdanjega King Alfred's College, Winchester (1928 do 2004)
- Alfred University in Alfred State College v Alfredu, New York; lokalna telefonska centrala za univerzo Alfred je 871 v spomin na leto Alfredovega vzpona na prestol. Poleg tega se maskota univerze Alfred imenuje Lil' Alf in je narejena po vzoru kralja
- Univerza v Liverpoolu je ustanovila Katedro za angleško književnost kralja Alfreda

- Akademija kralja Alfreda, srednja šola v mestu Wantage, Oxfordshire, rojstni kraj Alfreda
- Šola King's Lodge v Chippenhamu, Wiltshire, poimenovana tako, ker je lovska koča kralja Alfreda stala na mestu šole ali blizu nje.
- Šola King Alfred School in Specialist Sports Academy, Burnham Road, Highbridge, imenovana tako zaradi grobe bližine Brent Knoll (mesto Beacon) in Athelney
- Šola King Alfred v Barnetu, severni London, Združeno kraljestvo
- Hiša kralja Alfreda v šoli Bishop Stopford v Enfieldu
- King Alfred Swimming Pool & Leisure Complex v Hoveu, Brighton, Združeno kraljestvo

Kraljeva mornarica je eno ladjo in dve obalni ustanovi poimenovala HMS King Alfred, ena od prvih ladij ameriške mornarice pa je bila v njegovo čast imenovana USS Alfred. Leta 2002 je bil Alfred uvrščen na 14. mesto na BBC-jevem seznamu 100 največjih Britancev po glasovanju v Združenem kraljestvu.